# IK Brage
Idrottsklubben Brage is een Zweedse voetbalclub uit Borlänge, in de provincie Dalarnas län. In 1925 werd de club opgericht als IK Blixt. De traditionele kleuren van de vereniging uit het landsdeel Norrland zijn groen-wit.

## Geschiedenis
De club speelde in 1937/38 voor het eerst in de hoogste klasse. Na een vierde plaats in 1940 degradeerde de club het seizoen daarop. De club maakte een eenmalige terugkeer in 1943 en 1966, daarna keerde de club pas in 1980 terug, waar de vierde plaats werd bereikt en de bekerfinale waarin Malmö FF de sterkste bleek. De volgende seizoenen eindigde de club in de middenmoot en kon in de hoogste klasse standhouden tot 1990. In 1993 keerde weer Brage eenmalig terug.

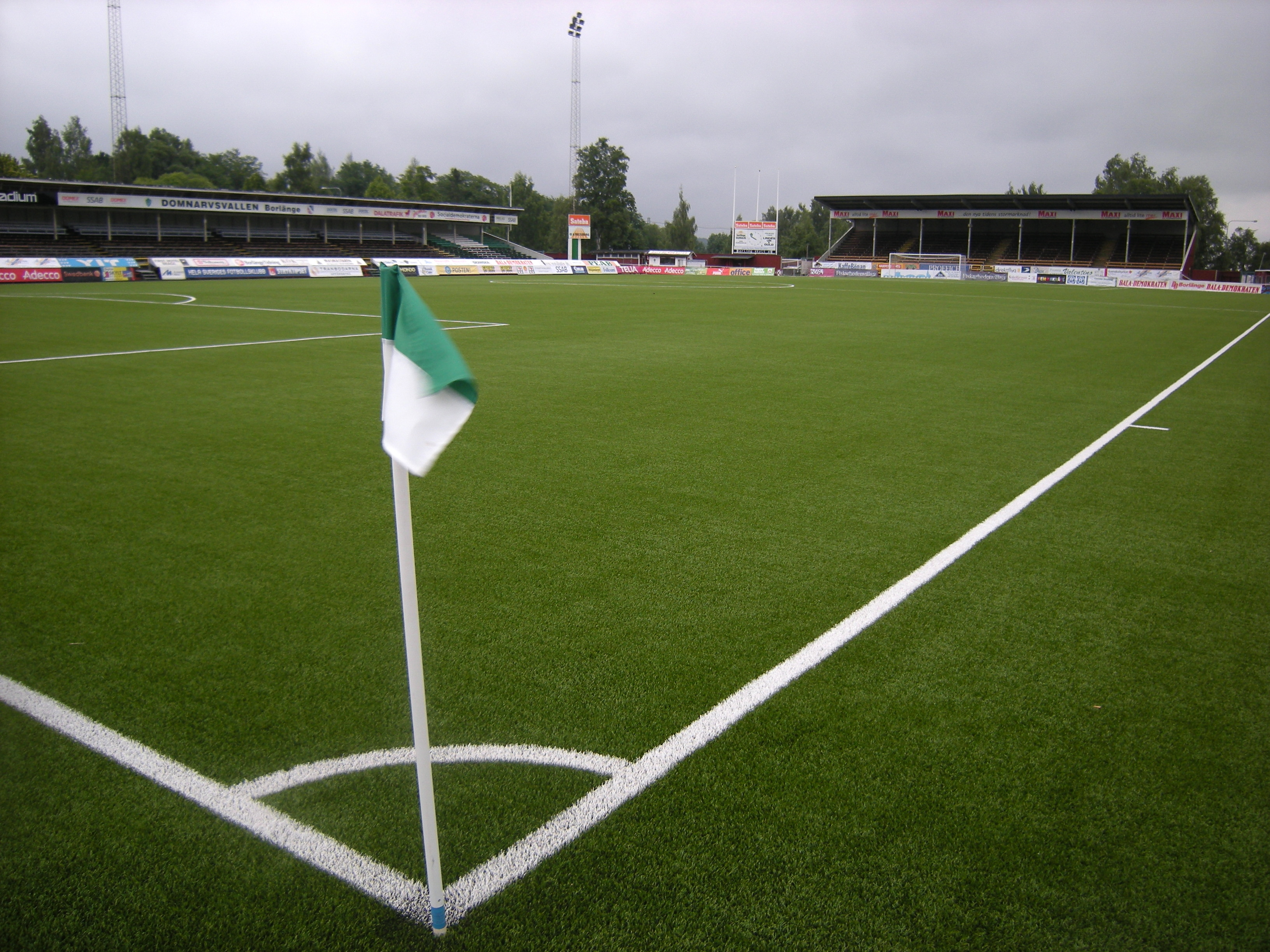
Het Domnarvsvallen is sinds 1925 de thuisbasis van IK Brage.

In 2002 degradeerde de club verder naar de Division 1, het derde Zweedse voetbalniveau. De groen-witten keerden na een seizoen terug naar de Superettan, maar werden meteen terug naar de derde klasse verwezen. In 2009 werd weer promotie na play-offwedstrijden naar de Superettan behaald. IK Brage verbleef er vier jaar. In 2017 promoveerde de club opnieuw naar het tweede niveau. Het is daar de enige club uit het landsdeel Norrland.
De thuiswedstrijden worden sinds 1925 in het Domnarvsvallen gespeeld, sinds 2009 wordt het stadion gedeeld met plaatsgenoot en rivaal Dalkurd FF. Dalkurd behaalde in het seizoen 2017 promotie naar de Allsvenskan, maar de gemeente Borlänge wilde niet garant staan om het stadion te renoveren om te voldoen aan de eisen van de Zweedse voetbalbond. Daarom koos Dalkurd ervoor om permanent te verhuizen naar de stad Uppsala, waardoor Brage weer alleen beschikt over het Domnarvsvallen. 
De ambitie van de club is het om uiterlijk in 2025 de Allsvenskan te bereiken. De groen-witten kwalificeerden zich in 2019 voor de eindronde voor promotie naar de Allsvenskan, maar over twee wedstrijden bleek Kalmar FF te sterk. Via een achterdeur leek IK Brage als nog te promoveren naar het hoogste niveau, maar Östersunds FK kreeg na hoger beroep als nog een licentie voor de Allsvenskan toebedeeld, waardoor IK Brage in de Superettan actief zou blijven. 
Om te voldoen aan de eisen van de Zweedse voetbalbond voor wedstrijden in de Allsvenskan werd het Domnarvsvallen in 2020 gerenoveerd, waarbij twee nieuwe tribunes werden gebouwd.

## Eindklasseringen
| 4 |

| 6 |

| 3 |

| 1 |

| 7 |

| 7 |

| 8 |

| 8 |

| 4 |

| 8 |

| 1 |

| 5 |

| 4 |

| 6 |

| 9 |

| 7 |

| 4 |

| 3 |

| 3 |

| 1 |

| 11 |

| 1 |

| 5 |

| 4 |

| 3 |

| 8 |

| 1 |

| 12 |

| 2 |

| 2 |

| 2 |

| 1 |

| 2 |

| 1 |

| 4 |

| 4 |

| 6 |

| 9 |

| 6 |

| 9 |

| 8 |

| 5 |

| 7 |

| 10 |

| 10 |

| 4 |

| 3 |

| 14 |

| 6 |

| 5 |

| 6 |

| 8 |

| 6 |

| 5 |

| 8 |

| 10 |

| 14 |

| 1 |

| 15 |

| 8 |

| 2 |

| 1 |

| 11 |

| 2 |

| 11 |

| 14 |

| 10 |

| 16 |

| 4 |

| 7 |

| 4 |

| 1 |

| 6 |

| 3 |

| 8 |

| 10 |

| 7 |

| 6 |

| Allsvenskan | Superettan | Ettan | Division 2 (Niv. 4) |

Namen Niveau 2:  1926-1986 Division 2; 1987-1999 Division 1. 

Namen Niveau 3:  tot 1987 Division 3; 1987-2005 Division 2; 2006-2019 Division 1. 
| Seizoen | №  | Clubs | Divisie          | Duels | Winst | Gelijk | Verlies | GF | GA | Doelsaldo | Punten | Tsch  |
| ------- | -- | ----- | ---------------- | ----- | ----- | ------ | ------- | -- | -- | --------- | ------ | ----- |
| 2009    | 2  | 14    | Division 1 Norra | 26    | 16    | 4      | 6       | 47 | 31 | +16       | 52     | nb    |
| 2010    | 11 | 16    | Superettan       | 30    | 11    | 8      | 11      | 36 | 38 | –2        | 41     | 2.503 |
| 2011    | 14 | 16    | Superettan       | 30    | 7     | 10     | 13      | 30 | 50 | –20       | 31     | 2.408 |
| 2012    | 10 | 16    | Superettan       | 30    | 10    | 9      | 11      | 35 | 45 | –10       | 39     | 1.967 |
| 2013    | 16 | 16    | Superettan       | 30    | 2     | 6      | 22      | 21 | 59 | –38       | 12     | 1.768 |
| 2014    | 4  | 14    | Division 1 Norra | 26    | 15    | 6      | 5       | 40 | 25 | +15       | 51     | 921   |
| 2015    | 6  | 14    | Division 1 Norra | 26    | 9     | 5      | 12      | 38 | 38 | 0         | 32     | 823   |
| 2016    | 4  | 14    | Division 1 Norra | 26    | 12    | 3      | 11      | 38 | 33 | +5        | 39     | 495   |
| 2017    | 1  | 14    | Division 1 Norra | 26    | 18    | 5      | 3       | 61 | 26 | +35       | 59     | 1.141 |
| 2018    | 6  | 16    | Superettan       | 30    | 12    | 9      | 9       | 46 | 45 | +1        | 45     | 1.402 |
| 2019    | 3  | 16    | Superettan       | 30    | 16    | 6      | 8       | 54 | 33 | +21       | 54     | 1.828 |
| 2020    | 8  | 16    | Superettan       | 30    | 11    | 6      | 13      | 38 | 44 | -6        | 39     |       |
| 2021    | 10 | 16    | Superettan       | 30    | 10    | 9      | 11      | 40 | 42 | -2        | 39     |       |

## Erelijst
- Beker van Zweden

Finalist: 1980

## In Europa
#Q = #kwalificatieronde, #R = #ronde, T/U = Thuis/Uit, W = Wedstrijd, PUC = punten UEFA coëfficiënten .
Uitslagen vanuit gezichtspunt IK Brage
| Seizoen                                                    | Competitie | Ronde | Land                | Club           | Totaalscore | 1e W    | 2e W    | PUC |
| ---------------------------------------------------------- | ---------- | ----- | ------------------- | -------------- | ----------- | ------- | ------- | --- |
| 1982/83                                                    | UEFA Cup   | 1R    | Vlag van Denemarken | Lyngby BK      | 4-3         | 2-1 (U) | 2-2 (T) | 3.0 |
|                                                            |            | 2R    | Vlag van Duitsland  | Werder Bremen  | 2-8         | 0-2 (U) | 2-6 (T) | 3.0 |
| 1988/89                                                    | UEFA Cup   | 1R    | Vlag van Italië     | Internazionale | 2-4         | 1-2 (U) | 1-2 (T) | 0.0 |
| Totaal aantal behaalde punten voor UEFA coëfficiënten: 3.0 |            |       |                     |                |             |         |         |     |

Zie ook
- Deelnemers UEFA-toernooien Zweden
- Ranglijst van alle clubs die in de diverse Europa Cups zijn uitgekomen

## Bekende (oud-)spelers
- Göran Arnberg
- Ian Butterworth
- Christian Kaddik
- Lasse Nilsson
- Michel Nok
- Rolf Zetterlund